# Moldavien i olympiska vinterspelen 1998
Moldavien deltog med två deltagare vid de olympiska vinterspelen 1998 i Nagano. Ingen av landets deltagare erövrade någon medalj.

## Skidskytte
- Ion Bucsa
- Elena Gorohova